# یوهان رویاکرس
یوهان رویاکرس (زاده ۱۵ سپتامبر ۱۹۸۰) یک مربی هلندی بسکتبال می باشدکه به تازگی سرمربی تیم باشگاه پالاکانسترو وارسه در لیگ بسکت ایتالیا سری آ می‌باشد. رویاکرس ۸ سال در بسکتبال بوندسلیگای آلمان با بی جی گوتینگون و بروس بامبورگ مربیگری نمود. رویاکرس همچنین در مسابقه‌های بین‌المللی لیگ قهرمانان بسکتبال شرکت نمود. رویاکرس ۳ قهرمانی در۳ کشور گوناگون دریافت کرد و ۴ سال پشت سر هم مربی تیم ملی زیر ۱۸ سال هلند بود.

## مربیگری
رویاکرس به عنوان دستیار مربی با کریس فینچ سرمربی ان بی ای به اندازه ۵ سال در بلژیک با بری بی‌بی‌سی و دکسیا مونس-هاینو همیاری نمود. آنان درکنار یکدیگر در۵ سال به ۵ فینال رسیدند و نخستین مقام ملی را در سال ۲۰۰۵ برای بری بی‌بی‌سی کسب نمودند. رویاکرس بازی ۲ را در فینال برد که مربی کریس فینچ بعد از ۲ رخداد بد فنی در کوارتر ۱ اخراج گردید. بری بی‌بی‌سی پس از اوتی بازی را پیروز شد. در طول فصل ۲۰۰۶ / ۲۰۰۷، رویاکرس با بری بی‌بی‌سی در جام یو ال یی بی رقابت نمود. آنان در برابر آلبا برلین، آریس بی سی، لوک اویل آکادمیک و بی سی ونستپیلس پیروزی‌های گسترده‌ای داشتند. در سال ۲۰۰۷ رویاکرس و کرس فینچ در کنار یکدیگر به دکسیا مونس-هاینو مهاجرت کردند، محلی که در سال ۲۰۰۸ به فینال جام اروپا اف آی بی ای رفتند. در سال ۲۰۱۰ رویاکرس و کریس فینچ بار دیگر در لیگ ان بی ای جی با افعی‌های دره ریو گراند همکاری نمودند و بار دیگر در سال ۲۰۱۱ به فینال لیگ ان بی ای جی رفتند. در سال ۲۰۱۲ هنگامی که کریس فینچ در ان بی ای قرارداد امضا نمود، رویاکرس کار سرمربیگریش را در اروپا شروع نمود.
نخستین دوره سرمربیگری رویاکرس در سال ۲۰۱۱ با بی سی پریویدا درکشور اسلواکی بود، محلی که بی درنگ با کمترین پول در لیگ برتر اسلواکی مقام ملی را کسب نمود. دقیقاً ۱۷ سال قبل بود که بی سی پریویدا به فینال راه پیدا کرد و ۱۸ سال از کسب جایگاه نخست ملی. او در فصل ۲۰۱۱ / ۲۰۱۲ توسط لیگ برتر اسلواکی و یوروبسکت به عنوان مربی سال در اسلواکی منصوب شد. رویاکرس به تالار مشاهیر بی سی پریویدا افزون گردید.
در ماه ژوئن ۲۰۱۲، رویاکرس برای بی جی گوتینگن در پرو ای کشور آلمان قراردادی امضا نمود. در فصل ۲۰۱۳/۲۰۱۴  رویاکرس با بی جی گوتینگن به بسکتبال بوندسلیگا ارتقا پیدا کرد. بی جی گوتینگن در طول فصل ۲۰۱۳ / ۲۰۱۴ بدون مغلوب شدن در خانه رفت (۲۱–۰). در قسمت فینال آنان کریلشیم مرلینز را مغلوب کردند و پیروز پرو ای شدند. در نخستین سال به عنوان سرمربی دربسکتبال بوندسلیگا، رویاکرس در منتخب نمودن خوب‌ترین مربی سال بعد از ساشا اوبرادوویچ به عنوان دومین متخب شد. او بی جی گوتینگن را با یکی از کمترین بودجه در هر فصل در بسکتبال بوندس لیگا نگه داشت. در روزهای پایان فصل خود با بی جی گوتینگن، او تیم را به بازی‌های پلی آف رساند و در حباب در مونیخ به ۸ نهایی رسید.
در تاریخ ۱ ژوئیه ۲۰۲۰، رویاکرس قراردادی ۳ساله امضا نمود به عنوان سرمربی بروس بامبرگ که در بسکتبال بوندسلیگا و لیگ قهرمانان بسکتبال شرکت نمود. در لیگ قهرمانان بسکتبال، او هنوز تنها مربی بدون مغلوب شدن در مرحله گروهی نخست می‌باشد(۶–۰) و رکورد پرتعدادترین ۳ بازی در یک بازی را به اسم خودش ایجاد کرد (۲۱ ۳ بازی در ۵۸٪ در برابر کاسادمونت ساراگوسا، ۲۳/۰۳/. ۲۰۲۱، ۱۱۷–۷۶). بروس بامبرگ در فصل ۲۰۲۰/۲۰۲۱ حتی یک بازی را در لیگ قهرمانان بسکتبال در خانه شکست نخرده. رویجاکرز در ماه نوامبر ۲۰۲۱ بعد از مغلوب شدن این تیم در ۳ بازی پی در پی از کارهای خود آزاد گردید. رویاکرس در مجموع ۲۵۳ بازی در بسکتبال بوندسلیگا و ۱۳ بازی در لیگ قهرمانان بسکتبال مربیگری نمود.
در تاریخ ۱۲ ژانویه ۲۰۲۲، او جانشین آدریانو ورتماتی به نام سرمربی پالاکانسترو وارزه در لیگ ایتالیا سری آ شد. رویاکرس تنها مربی خارجی لیگ بسکت سری آ بود. پیش از اینکه رویجاکرز در ژانویه ۲۰۲۲ به تیم اضافه شود، این تیم در کل تنها ۳ بازی پیروز شد. با رویاکرس به عنوان سرمربی تیم در ۷ بازی از مجموع ۸ بازی نخست پیروز. باشگاه بسکتبال پالاسانستو وارزه از پایانی محل به محل ۱۰ در جدول رده‌بندی صعود نمود. رویاکرس به شکل کامل چهره تیم را تغییر و توسعه داد و با بازیکن‌های جوان ایتالیایی بازی نمود که قبلاً هرگز در وارزه انجام نگرفته بود. روزنامه اصلی ورزشی در ایتالیا، لاگتزتا دلو اسپورت، مقاله ای ۲ صفحه ای درباره کار رویاکرس در واریس تحریر کرد. در تاریخ ۱۴ آوریل ۲۰۲۲، باشگاه بسکتبال پالاسانستو وارزه بعد از مغلوب شدن تیم در ۳ بازی پیاپی، رویاکرس را از کارهای خود آزاد نمود. در تاریخ ۴ جولای ۲۰۲۲، هر دو سوی راهی برای پایان دادن به قرارداد به راهی مطلوب یافتند.